# Mejrup Sogn
Mejrup Sogn er et sogn i Holstebro Provsti (Viborg Stift).
I 1800-tallet var Mejrup Sogn et selvstændigt pastorat. Det hørte til Hjerm Herred i Ringkøbing Amt. Mejrup sognekommune blev ved kommunalreformen i 1970 indlemmet i Holstebro Kommune.
I Mejrup Sogn ligger Mejrup Kirke.
I sognet findes følgende autoriserede stednavne:
- Albæk (vandareal)
- Arlund (bebyggelse)
- Barslund (bebyggelse, ejerlav)
- Birk Mark (bebyggelse)
- Bladbjerg (bebyggelse)
- Brusen (bebyggelse, ejerlav)
- Gammelby (bebyggelse)
- Hornshøj (bebyggelse)
- Kobberup (bebyggelse)
- Majgårde (bebyggelse, ejerlav)
- Mejrup (bebyggelse)
- Mejrup Hede (bebyggelse)
- Mejrup Kirkeby (bebyggelse)
- Moseby (bebyggelse)
- Savstrup (bebyggelse)
- Vester Hindkær (bebyggelse)
- Øster Hindkær (bebyggelse)